# Daniel Gildemeester
Daniel Gildemeester (Utrecht, 1714–1793) foi um diplomata e empresário holandês estabelecido em Portugal.

## Biografia
Cônsul-Geral da República das Sete Províncias Unidas dos Países Baixos em Lisboa, no Reino de Portugal, era de nacionalidade Holandesa, do Patriciado, Protestante e de religião Luterana, opulento negociante, detentor do exclusivo da exportação de diamantes, que lhe fora concedido pelo Governo do 1.º Marquês de Pombal e 1.º Conde de Oeiras, o qual mandou construir, para sua moradia, sendo inaugurada a 25 de Julho de 1787, a imponente casa da sua Quinta da Alegria, em Sintra, que constitui o corpo Oeste e original do que veio a ser depois o Palácio de Seteais, pertença do 5.º Marquês de Marialva de Juro e Herdade e 7.º Conde de Cantanhede e Juro e Herdade, que adquiriu a referida Quinta em 1796 ou 1797 e ali efectuou importantes melhoramentos, etc., numa porção de terra cedida pelo referido Marquês de Pombal.

## Casamento e descendência
Casou primeira vez com Johanna …, da qual teve filho herdeiro:
- Daniel Gildemeester, também Cônsul-Geral da República das Sete Províncias Unidas dos Países Baixos, depois República Batava e Reino da Holanda, em Lisboa, casado em Lisboa, Madalena, a 9 de Julho de 1787 com Ana Teresa Machado (Lisboa, São Paulo, 27 de Maio de 1766–?), tia paterna do 1.º Visconde de Benagazil, de ascendência Italiana pela avó materna,[3] da qual teve duas filhas:
  - Maria Luísa Gildemeester (Lisboa, 18 de Outubro de 1790 – Versailles, 18 de Maio de 1860), casada em Londres em 1811 com Carel Lodewijk, Baron van Tuyll van Serooskerken (Utrecht, 7 de Junho de 1784 – Hillegom, 13 de Janeiro de 1835), com geração
  - Ana Teresa Gildemeester (1795 – 15 de Janeiro de 1878), casada a 24 de Janeiro de 1815 com Edward Walpole (2 de Junho de 1791 – 31 de Outubro de 1857), com geração